# اللجنة المركزية لانتخابات المجالس البلدية
اللجنة المركزية لانتخابات المجالس البلدية هي لجنة مُشَكَلَة من قبل الحكومة الليبية المؤقتة وكلفت بالتحضير للانتخابات البلدية.

## خلفية
على خلفية تصاعد الاحتجاجات خاصةً في شرق البلاد أقر المؤتمر الوطني العام قانونًا للبلديات في ليبيا وأحال القانون للحكومة المؤقتة لإجراء انتخابات تجرى بموجبها تشكيل مجالس بلدية تسيير أعمال كل بلدية على حدى وتدير ميزانيتها المالية.
إثر هذا القانون أصدرت الحكومة القرار رقم 160/2013 وقد نص على تشكيل اللجنة المركزية لانتخابات المجالس البلدية من سبعة أشخاص، يعملون على سبيل التفرغ التام وتحت إشراف وزارة الحكم المحلي.

## المهام
أوكلت للجنة المركزية مهام اتخاذ الإجراءات اللازمة للانتخابات الخاصة بالمجالس البلدية والتحضير لها على أن تكفل النزاهة فيها بحسب قرار مجلس الوزراء رقم 160 لسنة 2013، وتتمثل المهام في:
1. تنظيم وإدارة العملية الانتخابية والإشراف عليها ومراقبتها
2. تسجيل الناخبين وإعداد سجلاتهم وتحديد شروط وضوابط القيد فيها
3. تحديد نماذج قبول طلبات الترشيح وتسجيل المرشحين
4. تحديد مراكز الاقتراع
5. إعداد وتنفيذ عمليات الاقتراع والفرز
6. اعتماد وإعلان النتائج الانتخابات المحلية
7. إصدار بطاقات اعتماد المراقبين على الانتخابات والوكلاء والإعلاميين وتسهيل عملهم
8. تحديد مواعيد الانتخابات المحلية
9. وضع الميزانية التقديرية اللازمة لعملية الانتخابات وعرضها على وزير الحكم المحلي لإتخاذ الإجراءات اللازمة لاعتمادها
10. إصدار القرارات المتعلقة بالمسائل الفنيّة المنظمة للعملية الانتخابية

## العضوية
| اسم العضو                       | الصفة            |
| ------------------------------- | ---------------- |
| د. عثمان أبوبكر القاجيجي        | رئيس اللجنة      |
| د. مسعود صالح أوحيدة            | عضو اللجنة       |
| ميلود سالم الدعوكي              | عضو اللجنة       |
| سالم محمد الشريف بن تاهية       | عضو اللجنة       |
| محمد خليفة إمحمد البهلول        | عضو اللجنة       |
| محمد عبد القادر المهدي أبوسبيحة | عضو اللجنة       |
| سعيدة الصديق بالروين            | عضو ومقرر اللجنة |

## روابط خارجية
- الموقع الرسمي